# پاستشنیتسه
پاستشنیتسه (به چکی: Pasečnice) یک منطقهٔ مسکونی در جمهوری چک است که در ناحیه دوماژلیتسه واقع شده‌است. پاستشنیتسه ۷٫۷۵ کیلومتر مربع مساحت و ۱۹۸ نفر جمعیت دارد و ۵۱۵ متر بالاتر از سطح دریا واقع شده‌است.